# Hollandsch Diep
L'Hollandsch Diep (o Hollands Diep), è un grande ramo di fiume del delta del Reno, della Mosa e della Schelda nei Paesi Bassi, facente parte dell'itinerario fluviale principale tra Rotterdam e Anversa.
È lungo 19 chilometri e la sua larghezza varia da 905 a 2070 metri.

## Geografia
L'Hollandsch Diep nasce alla convergenza dell'Amer e della Nieuwe Merwede, nei pressi del villaggio di Lage Zwaluwe.
Il Dordtsche Kil si getta nell'Hollandsch Diep sulla riva settentrionale nei pressi di Moerdijk.
L'Hollandsch Diep si separa in due presso l'Hellegat per formare l'Haringvliet e il Volkerak. L'isola di Hellegatsplein, funge da collegamento, attraverso tre ponti, tra l'isola di Hoeksche Waard a nord, l'isola di Goeree-Overflakkee a ovest e la terraferma e con la provincia del Brabante Settentrionale a sud.
A est, si trovano i ponti di Moerdijk, che collegano l'isola di Dordrecht al Brabante Settentrionale. I ponti sono, uno autostradale e due ferroviari di cui uno per la linea tradizionale e uno per la linea ad alta velocità Amsterdam-Anversa.

## Storia
L'Hollandsch Diep, che in passato veniva chiamato Wijvekeen, si è formato dopo l'inondazione del 1216, la quale creò una breccia nelle dune di Voorne, formando l'Haringvliet (così nominata dopo il 1315). Il fiume Striene, che collegava la Mosa con la Schelda, fu completamente interrato.
Il 14 luglio 1711, il principe Giovanni Guglielmo Friso d'Orange, viaggiando dal Belgio verso L'Aia, malgrado il pessimo tempo, insistette per attraversare l'Hollandsch Diep durante una terribile tempesta. La nave su cui Giovanni Guglielmo Friso viaggiava affondò tra Moerdijk e Strijensas e il principe morì annegato.
Il sistema di fortificazioni dell'Hollandsch Diep e del Volkerak fu costruito nel XVIII secolo a difesa di eventuali attacchi marittimi.